# La coppa della gloria
La coppa della gloria (La Coupe De La Gloire: The Official Film of the 1998 FIFA World Cup) è un film documentario diretto da Drummond Challis e David Wooster. È il film ufficiale del Campionato mondiale di calcio 1998, giocato in Francia.

## Trama
Il film mostra i gol e le azioni più significative della manifestazione, partendo dalla partita inaugurale tre Brasile e Scozia, giocata il 10 giugno 1998 nel nuovo stadio di Saint-Denis, e vinta dai verdeoro per 2-1.
Successivamente vengono mostrate le partite dell'Argentina contro Giamaica (1º turno, vinta 5-0) e Inghilterra (ottavi di finale, vinta per 4-3 ai rigori dopo il 2-2 al termine dei 120 minuti di gioco), dell'Italia durante il primo turno e contro la Norvegia negli ottavi (gara vinta 1-0 con rete di Vieri) e della Germania che, dopo un buon avvio, è stata eliminata dalla Croazia nei quarti di finale per 3-0.
Protagonista è anche, e soprattutto, la nazionale transalpina che, dopo le mancate qualificazioni nel 1990 e nel 1994, ha l'obbligo di fare bella figura davanti al proprio pubblico.
Dopo l'esordio contro il Sudafrica del 12 giugno, vinto 3-0, la Francia sconfigge l'Arabia Saudita per 4-0 e la Danimarca per 2-1, accedendo agli ottavi di finale, dove batterà il Paraguay per 1-0 al Golden gol (rete di Blanc al 113').
Nei quarti di finale contro l'Italia, la Francia giocherà meglio degli azzurri, ma la spunterà solo ai rigori, mentre in semifinale batterà la Croazia per 2-1 con doppietta di Thuram, conquistando per la prima volta nella storia la finale dei Campionati del Mondo, dopo i tentativi falliti nel 1958, nel 1982 e nel 1986.
A sfidare i blues è il Brasile di Ronaldo che, dopo la fase a gironi, ha eliminato il Cile per 4-1, la Danimarca per 3-2 e l'Paesi Bassi per 4-2 dopo i rigori.
La partita viene vinta dai padroni di casa per 3-0 con due reti di Zidane e una di Petit, scatenando a Parigi e in tutta la Francia una vera e propria festa nazionale a soli due giorni dalla festa del 14 luglio.

## Gare narrate
| Gara              | Squadra 1   | Squadra 2   | Risultato                 | Note                                               |
| ----------------- | ----------- | ----------- | ------------------------- | -------------------------------------------------- |
| 1º turno Gruppo A | Brasile     | Scozia      | 2-1                       | Gara inaugurale                                    |
| Ottavi di finale  | Italia      | Norvegia    | 1-0                       |                                                    |
| Ottavi di finale  | Brasile     | Cile        | 4-1                       |                                                    |
| Ottavi di finale  | Francia     | Paraguay    | 1-0 (d.t.s.)              | Prima gara di Coppa del Mondo decisa al Golden gol |
| Ottavi di finale  | Nigeria     | Danimarca   | 1-4                       |                                                    |
| Ottavi di finale  | Argentina   | Inghilterra | 6-5 (d.c.r.) 2-2 (d.t.s.) |                                                    |
| Quarti di finale  | Italia      | Francia     | 3-4 (d.c.r.) 0-0 (d.t.s.) |                                                    |
| Quarti di finale  | Brasile     | Danimarca   | 3-2                       |                                                    |
| Quarti di finale  | Paesi Bassi | Argentina   | 2-1                       |                                                    |
| Quarti di finale  | Germania    | Croazia     | 0-3                       |                                                    |
| Semifinale        | Brasile     | Paesi Bassi | 4-2 (d.c.r.) 1-1 (d.t.s.) |                                                    |
| Semifinale        | Francia     | Croazia     | 2-1                       |                                                    |
| Finale            | Francia     | Brasile     | 3-0                       |                                                    |